# Heikkijärvi
Heikkijärvi är en sjö i Gällivare kommun i Lappland och ingår i Kalixälvens huvudavrinningsområde. Sjön har en area på 0,112 kvadratkilometer och ligger 467 meter över havet. Heikkijärvi ligger i Kaitum fjällurskog Natura 2000-område.

## Delavrinningsområde
Heikkijärvi ingår i det delavrinningsområde (752061-168105) som SMHI kallar för Utloppet av Sierkajaure. Medelhöjden är 472 meter över havet och ytan är 8,5 kvadratkilometer. Det finns inga avrinningsområden uppströms utan avrinningsområdet är högsta punkten. Vattendraget som avvattnar avrinningsområdet har biflödesordning 4, vilket innebär att vattnet flödar genom totalt 4 vattendrag innan det når havet efter 331 kilometer. Avrinningsområdet består mestadels av skog (51 procent) och sankmarker (38 procent). Avrinningsområdet har 0,98 kvadratkilometer vattenytor vilket ger det en sjöprocent på 11,5 procent.